# Religioni nello Sri Lanka
La popolazione dello Sri Lanka pratica un'ampia varietà di forme religiose. Secondo l'ultimo censimento effettuato (censimento del 2011), il 70,2% dei cittadini del paese seguono la dottrina e pratica del Buddhismo Theravada, il 12,6% sono induisti, il 9,7% musulmani ed il 7,4% cristiani (a loro volta suddivisi in un 6,1% di cattolici  ed il rimanente di altre confessioni) . Lo Sri Lanka si è poi classificato al terzo posto come paese più religioso al mondo; questo nel 2008 secondo un sondaggio fatto eseguire dall'agenzia "Gallup", laddove il 99% dei cittadini afferma convintamente esser la fede religiosa una parte importante della loro vita quotidiana.

## Distribuzione dei principali gruppi religiosi nel paese tra il 1981 e il 2001
| Buddhismo [69.3%] | Hinduismo [15.5%] | Cristianesimo [7.5%] | Islam [7.5%] |
| --- | ----------------- | -------------------- | ------------ |
| |                   |                      |              |
| Distribuzione delle 4 principali auto-denominazioni religiose nello Sri Lanka. Le percentuali sono quelle indicate a livello nazionale a partire dal censimento del 1981: dopo questo non vi fu più alcun censimento nazionale della popolazione fino al 2011-12 (nel 2001 essendo stati censiti solo 18 distretti della nazione). Le percentuali distrettuali indicate in corsivo rispecchiano i dati parziali del 2001, sempre rispetto al 1981. Dopo questa data vi sono stati anche ampi movimenti di gruppi etnici e quindi anche di popolazione e non esiste alcuna statistica precisa per quei distretti che non sono stati coperti nel 2001, fino al decennio successivo . |                   |                      |              |

## Buddhismo
Il buddhismo di scuola Theravada è la pratica formale religiosa maggioritaria nello Sri Lanka, con una percentuale di fedeli che supera di poco il 70% dell'intera popolazione. Il figlio dell'imperatore Ashoka, fondatore dell'impero Maurya e convertito buddhista, di nome Mahinda, fu il primo missionario a portare la nuova fede nell'isola. Egli guidò la missione del 246 a.C. che convertì il re di quel tempo "Devanampiya Tissa" e governante dell'antica capitale Anurādhapura.
La figlia dell'imperatore, Saṃghamitta, in qualità di monaca portò un ramo dell'originario Albero della Bodhi (il fico sacro di Bodhgaya sotto il quale Siddharta Gautama meditò nella posizione del loto fino al momento in cui non giunse alla definitiva illuminazione (Buddhismo): fu anche colei che stabilì l'ordine monastico femminile buddhista nell'isola. Il re Tissa lo piantò nel "Parco Mahameghavana" della capitale; sarà conosciuto in seguito come Sri Maha Bodhi.
Da allora in poi le famiglie reali hanno ampiamente contribuito alla diffusione della dottrina del Buddha in tutta Ceylon, aiutandola sia attraverso l'invio di missionari buddhisti che della costruzione di monasteri. Intorno al 200 a.C. il buddhismo divenne per la prima volta religione ufficiale dello stato; mentre la "sacra reliquia del dente del Buddha" venne portata sull'isola nel IV sec dal principe Danta e dalla principessa Hemamala. Lo Sri Lanka ha la storia più lunga di continuità nella stessa professione di fede di qualsiasi altra nazione a maggioranza buddhista.
Durante i periodi di declino della dottrina il lignaggio buddhista è stato rilanciato attraverso i suoi contatti con le terre oltremare di Birmania e Thailandia; tuttavia, più tardi sia le influenze indù provenienti dal subcontinente indiano che quelle coloniali europee hanno contribuito ad un certo ridimensionamento nella tradizione buddhista. Contemporaneamente, però, a partire dalla metà del XIX secolo, leader buddhisti come Migettuwatte Gunananda Thera (alias Mohottiwatte Gunananda Thera) od il convertito colonnello Henry Steel Olcott hanno incominciato con successo un'opera di rilancio, anche attraverso veri e propri movimenti nazionali, della dottrina del Buddha.

## Induismo
Gli indù costituiscono il 12,6% della popolazione e l'induismo era la principale religione praticata nell'isola precedente all'arrivo dei primi monaci missionari buddhisti nel III sec a.C. e la successiva adozione della nuova religione da parte della popolazione dei Singalesi. Tuttavia l'induismo è sopravvissuto in parte supportato dalle dinastie dell'India del sud che giunsero a conquistar lungo il corso della storia anche parti consistenti dell'isola.
Come anche altre religioni autoctone conobbe poi un certo declino durante da dominazione coloniale europea, a causa anche della forte enfasi missionaria che fin da principio operò il cristianesimo. A tutt'oggi la fede induista è predominante nella zona più a nord e ad oriente del paese, soprattutto tra il gruppo etnico dei Tamil

## Islam
Fin dal XV secolo gli arabi controllavano la maggior parte delle rotte commerciali nel sud dell'Oceano Indiano, comprese quindi anche quelle che passavano per Ceylon, facendo tappa in essa. Molti di questi commercianti lungo il corso dei secoli vi si stabilirono, favorendo in tal modo la diffusione della fede propugnata dal profeta di Allah, Maometto. Tuttavia, quando i portoghesi giunsero durante il primo scorcio del XVI sec, molti dei discendenti musulmani di questi commercianti arabi si trovarono costretti, a causa di persecuzioni più o meno gravi, a migrare verso gli altipiani centrali e la costa orientale, là ve ancor oggi risiede il folto della comunità islamica. Oggi circa il 9,7% dei cittadini è musulmano, per lo più appartenenti alle comunità etniche dei "Mori" e dei Malesi dello Sri Lanka.

## Cristianesimo
Secondo la leggenda tradizione sarebbe stato San Tommaso apostolo il primo cristiano a giungere nell'isola, dopo esser passato per il Kerala ed il Tamil Nadu, durante il I secolo.